# アレッサンドロ・ミキエレット
アレッサンドロ・ミキエレット（イタリア語: Alessandro Michieletto、2001年12月5日 - ）は、イタリアの男子バレーボール選手である。

## 来歴
2021年、イタリア代表として東京オリンピックに出場した。同年、欧州選手権優勝に貢献し、自身もベストアウトサイドヒッター（オールスターチーム）を受賞した。

## 球歴
- イタリア代表
  - オリンピック - 2021年、2024年
  - ネーションズリーグ - 2021年、2022年
  - 欧州選手権 - 2021年
- イタリアユース代表
  - U17欧州選手権 - 2017年
  - U18欧州選手権 - 2018年
  - 欧州ユース五輪フェスティバル - 2019年
  - U20欧州選手権 - 2020年
  - U21世界選手権 - 2021年
  - U22欧州選手権 - 2022年

## 所属チーム
- トレンティーノ・バレー （2015年-）

## 受賞歴
- 2021年 - 欧州選手権 ベストアウトサイドヒッター